# Maria Richardsson
Maria Richardsson, född den 20 november 1971 i Skövde, är en svensk författare.
Richardsson skriver ungdomsböcker och kriminalromaner. Hon har studerat vid Skrivarakademin i Stockholm. Innan hon blev författare arbetade hon som måltidsbiträde. Hon  var med Den blomstertid nu kommer en av de nominerade till årets bästa ljudbok i kategorin ungdom i Storytel Awards 2021. Hon tilldelades också Skövde Kulturstipendium 2021. Richardsson var residensförfattare (AIR Litteratur-stipendiat) på Kinna bibliotek under november 2023.